# Erika Alexandrowna Andrejewa
Erika Alexandrowna Andrejewa (russisch Эрика Александровна Андреева, englische Schreibweise Erika Andreeva; * 24. Juni 2004 in Krasnojarsk) ist eine russische Tennisspielerin.

## Karriere
Erika Andrejewa begann mit fünf Jahren das Tennisspielen und bevorzugt Sandplätze. Sie gewann bislang drei Titel im Einzel und einen im Doppel auf der ITF Women’s World Tennis Tour.
Ihr erstes Profiturnier spielte sie im November 2019 in Nonthaburi. Ihren ersten Turniersieg feierte sie im November 2020 in Pasardschik.
Beim Juniorinneneinzel der French Open 2021 erreichte sie als ungesetzte Spielerin das Finale, das sie gegen die ebenfalls ungesetzte Linda Nosková verlor.
Erika Andrejewa erhielt eine Wildcard für das WTA 1000-Turnier Miami Open 2023. In der ersten Runde bezwang sie in zwei Sätzen die Amerikanerin Ashlyn Krueger, die ebenfalls mit einer Wildcard ins Hauptfeld des Turniers kam. In der zweiten Runde unterlag Andrejewa der Polin Magdalena Fręch in drei Sätzen.

## Persönliches
Erika ist die ältere Schwester von Mirra Andrejewa, die ebenfalls professionelle Tennisspielerin auf der WTA Tour ist.

## Turniersiege

### Einzel
| Nr. | Datum            | Turnier             | Kategorie | Belag     | Finalgegnerin           | Ergebnis       |
| --- | ---------------- | ------------------- | --------- | --------- | ----------------------- | -------------- |
| 1.  | 1. November 2020 | Pasardschik         | ITF W15   | Sand      | Sofia Milatová          | 1:6, 6:0, 6:2  |
| 2.  | 6. Dezember 2020 | Kairo               | ITF W15   | Sand      | Carolina Meligeni Alves | 6:1, 6:3       |
| 3.  | 7. März 2021     | Scharm asch-Schaich | ITF W15   | Hartplatz | Jenny Dürst             | 1:6, 7:63, 6:0 |

### Doppel
| Nr. | Datum            | Turnier          | Kategorie      | Belag     | Partnerin           | Finalgegnerinnen                     | Ergebnis  |
| --- | ---------------- | ---------------- | -------------- | --------- | ------------------- | ------------------------------------ | --------- |
| 1.  | 28. August 2021  | Verbier          | ITF W25        | Sand      | Jekaterina Makarowa | Diāna Marcinkēviča Marija Timofejewa | 7:62, 6:1 |
| 2.  | 2. Dezember 2023 | Andorra la Vella | WTA Challenger | Hartplatz | Céline Naef         | Tímea Babos Heather Watson           | 6:2, 6:1  |